# Кабидо
Кабидо (фр. Cabidos) насеље је и општина у југозападној Француској у региону Аквитанија, у департману Атлантски Пиринеји која припада префектури По.
По подацима из 2011. године у општини је живело 186 становника, а густина насељености је износила 25,62 становника/km². Општина се простире на површини од 7 km². Налази се на средњој надморској висини од 158 метара (максималној 233 m, а минималној 85 m).

## Демографија
| 1962. | 1968. | 1975. | 1982. | 1990. | 1999. | 2011. |
| ----- | ----- | ----- | ----- | ----- | ----- | ----- |
| 201   | 172   | 134   | 139   | 129   | 133   | 186   |

График промене броја становника у току последњих година